# Rough Diamonds (televisieserie)
Rough Diamonds is een Belgische televisiereeks die een Joodse ultraorthodoxe familie volgt doorheen de Antwerpse diamantenindustrie. De serie ging op 21 april 2023 in première op Netflix. Vanaf 29 oktober 2023 was deze ook te zien op Eén (VRT) en VRT MAX.

## Verhaal
Noah Wolfson (Kevin Janssens) reist terug naar zijn thuisstad Antwerpen na de zelfmoord van zijn jongere broer, Yanki. Noah komt er weer in contact met de Haredi-gemeenschap, die hij liet vallen wanneer hij het orthodoxe geloof verliet, terwijl hij de diamanthandel van zijn familie probeert te redden die onder druk staat van de onderwereld en een lokale openbare aanklager.

## Personages
- Kevin Janssens als Noah Wolfson
- Ini Massez als Adina Glazer
- Robby Cleiren als Eli Wolfson
- Dudu Fisher als Ezra Wolfson
- Yona Elian als Sarah Wolfson
- Jeroen Van der Ven als Benny Feldman
- Marie Vinck als Gila Wolfson
- Els Dottermans als Jo Smets
- Tine Joustra als Kerra McCabe
- Casper Knopf als Tommy McCabe
- Janne Desmet als Rivki Wolfson
- Gene Bervoets als Matthias Dumont
- Sofie Decleir als Nicole Van Goethem
- Julia Akkermans als Marie
- Sebastien Dewaele als Olivier Verbeke
- Soroush Helali als Bujar
- Vincent Van Sande als Yanki Wolfson

## Productie
Rough Diamonds is een coproductie van De Mensen en het Israëlische Keshet International, en de Vlaamse Radio- en Televisieomroeporganisatie (VRT).